# Jim Nestor
Edward James „Jim“ Nestor (* 12. Januar 1920 in Jamestown (Australien), South Australia; † 16. Juni 2010 in Bedford Park (South Australia)) war ein australischer Radrennfahrer.

## Sportliche Laufbahn
Nestor war im Straßenradsport und im Bahnradsport aktiv. Er war Teilnehmer der Olympischen Sommerspiele 1948 in London. Im olympischen Straßenrennen schied er aus. Das australische Team mit Jim Nestor, Jack Hoobin, Russell Mockridge und Ken Caves kam nicht in die Mannschaftswertung. Er startete auch im Bahnradsport. In der Mannschaftsverfolgung wurde Australien mit Jim Nestor, Jack Hoobin, Russell Mockridge und Sydney Patterson auf dem 5. Rang klassiert.
Bei den Olympischen Sommerspielen 1956 in Melbourne war er erneut am Start. Im olympischen Straßenrennen schied er erneut aus. Australien kam mit John O’Sullivan, Jim Nestor, Jim Nevin und John Trickey  nicht in die Mannschaftswertung. 
1954 belegte er im Straßenrennen der Commonwealth Games den 5. Platz und gewann das Sechstagerennen von Sydney.